# 長期信用銀行
長期信用銀行（ちょうきしんようぎんこう）とは、預金の受入れに代え債券を発行することで資金を集め、設備資金又は長期運転資金の貸付けを行うことを主たる業務（長期信用銀行法第4条）とする金融機関である。
根拠法は長期信用銀行法であり、同法第18条に於いて長期信用銀行は、銀行法にいう銀行ではないと規定されている。
日本と韓国両国において、各国の法律に基づき存在していたが、現在はどちらにも現存する銀行は存在しない。

## 長期信用銀行3行
- 日本興業銀行（興銀）
- 日本長期信用銀行（長銀）資本元：日本勧業銀行・北海道拓殖銀行
- 日本債券信用銀行（日債銀）（旧朝鮮銀行の資産の一部 → 旧日本不動産銀行）

## 長期信用銀行制度誕生の経緯と沿革
太平洋戦争前、設備資金や長期運転資金の融資は特殊銀行の業務であった。戦後、GHQは占領政策の一環として、これら特殊銀行を解散させるか普通銀行へ転換（債券の発行は認められた）させるかを指令し、長期資金については資本市場に委ねる方針を採った。しかしこの結果、戦後復興の進展もあって、各銀行は預金量を超えて融資する「オーバーローン」の状態に陥った。そこで、かつての特殊銀行にあたる長期融資を担う金融機関の必要性が叫ばれ、1952年に長期信用銀行法が制定された。
長期信用銀行制度の発足にあたり、動向が注目されたのは、特殊銀行から普通銀行に転換した日本興業銀行（興銀）、日本勧業銀行（勧銀）、北海道拓殖銀行（拓銀）であったが、興銀が長期信用銀行への転換を表明したのに対し、勧銀と拓銀は普通銀行にとどまり、新設される長期信用銀行に協力する姿勢をとった。さらに、旧朝鮮銀行（鮮銀）の社員有志も、清算で残った財産を元に「不動産を担保に長期融資を行う銀行」の設立構想に動いた。
こうして、1960年までに、日本興業銀行、勧銀・拓銀の資本の一部を母体に設立された日本長期信用銀行（長銀）、旧鮮銀系の日本不動産銀行（のち日本債券信用銀行（日債銀）に改称）の3行が設立された。長期信用銀行は、当時より長期信用銀行法附則7にて、国による優先株式の取得が認められていた。
1989年のバブル崩壊を受け、1998年に長銀と日債銀が破綻し国有化された。それぞれ第三者に売却後新生銀行とあおぞら銀行となり、興銀はみずほグループの再編成に伴い富士銀行に吸収合併され、みずほコーポレート銀行（みずほコーポレート銀行は都市銀行扱い）に継承され消滅した（リテール部門は、みずほ統合準備銀行に吸収分割承継させたうえで、第一勧業銀行に吸収合併され、旧みずほ銀行が継承。興銀については法人格も消滅）。2004年4月1日に新生銀行が普通銀行に転換し、最後の長信銀となったあおぞら銀行も2006年4月1日に普通銀行へ転換した事に伴い、長期信用銀行法に基づく銀行は消滅した。

## 長期信用銀行略年表
- 1902年（明治35年）3月 - 日本興業銀行が日本興業銀行法（明治33年法律第70号）に基づき設立
- 1950年（昭和25年）4月1日 - 日本勧業銀行法等を廃止する法律（昭和25年法律第41号）の施行により日本興業銀行法が廃止され、日本興業銀行が銀行法（昭和2年法律第21号）に基づく銀行に移行
- 1952年（昭和27年）12月 - 長期信用銀行法（昭和27年法律第187号）が施行し、日本興業銀行が長期信用銀行に移行。日本長期信用銀行設立
- 1957年（昭和32年）4月 - 日本不動産銀行設立
- 1977年（昭和52年）10月 - 日本不動産銀行が日本債券信用銀行と改称
- 2000年（平成12年）6月5日 - 日本長期信用銀行が新生銀行と改称
- 2000年（平成12年）9月29日 - 日本興業銀行が第一勧業銀行（旧みずほ銀行）及び富士銀行（後のみずほコーポレート銀行、以下同）と株式移転によりみずほホールディングスを設立し、三行はその完全子会社となる
- 2001年（平成13年）1月4日 - 日本債券信用銀行があおぞら銀行と改称
- 2002年（平成14年）1月8日 - みずほフィナンシャルグループの再編により日本興業銀行の個人業務を分割譲受するため株式会社みずほ統合準備銀行を設立
- 2002年（平成14年）4月1日 - 日本興業銀行は個人業務をみずほ統合準備銀行へ分割し、富士銀行（みずほコーポレート銀行へ同日商号変更）に吸収合併され解散。みずほ統合準備銀行は第一勧業銀行（みずほ銀行へ同日商号変更）に吸収合併され解散し、個人・財形向け金融債業務が普通銀行である同行に承継される。
- 2004年（平成16年）4月1日 - 新生銀行が金融機関の合併及び転換に関する法律に基づく認可により普通銀行に転換
- 2006年（平成18年）4月1日 - あおぞら銀行が金融機関の合併及び転換に関する法律に基づく認可により普通銀行へ転換
- 2013年（平成25年）7月1日 - みずほコーポレート銀行がみずほ銀行を吸収合併し、みずほ銀行に改称
- 2023年（令和5年）1月1日 - 新生銀行がSBI新生銀行に改称

註: 銀行法（昭和2年法律第21号）は銀行法（昭和56年法律第59号）によりその全部を改正されている。

## 韓国の長期信用銀行
1967年、前身の「韓国開発金融株式会社」が設立。1979年、長期信用銀行法が制定され、同法に基づく「韓国長期信用銀行（Korea Long Term Credit Bank）」に改組。1997年のIMF危機の影響で経営が悪化。1999年、KB国民銀行に吸収される形で消滅。2007年、長期信用銀行法が廃止された。